# Făurești (gmina)
Făurești – gmina w Rumunii, w okręgu Vâlcea. Obejmuje miejscowości Bungețani, Făurești, Găinești, Mărcușu i Milești. W 2011 roku liczyła 1559 mieszkańców.